# حكومة إسرائيل السابعة والثلاثون
حكومة اسرائيل السابعة والثلاثون هي حكومة إسرائيل التي تم تشكيلها في 29 ديسمبر 2022 بعد انتخابات الكنيست في 1 نوفمبر 2022. تتكون الحكومة الائتلافية من ستة أحزاب هي: الليكود ويهودية التوراة المتحدة وشاس والحزب الصهيوني الديني وعوتسما يهوديت ونعوم وأمل جديد - ويقودها بنيامين نتنياهو، الذي تولى منصب رئيس وزراء إسرائيل للمرة السادسة، وتتميز الحكومة بضمها لسياسيين من اليمين المتطرف.
وقد أدت العديد من مقترحات السياسة الحكومية إلى إثارة الجدل، سواء داخل إسرائيل أو خارجها، حيث أدت محاولات الحكومة لإصلاح القضاء إلى موجة من المظاهرات في جميع أنحاء البلاد.
في أعقاب اندلاع [الحرب الفلسطينية الإسرائيلية 2023|الحرب في غزة بين إسرائيل وحماس]]، بدأ زعيم المعارضة يائير لابيد مناقشات مع نتنياهو بشأن تشكيل [[حكومة الطوارئ الإسرائيلية 2023|حكومة طوارئ. في 11 أكتوبر 2023، انضم أعضاء الكنيست من الوحدة الوطنية بيني غانتس وغادي أيزنكوت وجدعون ساعر وهيلي تروبر ويفات شاشا بيطون إلى مجلس الوزراء الأمني الإسرائيلي لتشكيل حكومة وحدة وطنية طارئة. ووافق الكنيست على انضمامهم إلى مجلس الوزراء الأمني والحكومة (كوزراء بدون حقيبة) في اليوم التالي. أصبح غانتس ونتنياهو ووزير الدفاع يوآف غالانت جزءًا من مجلس الوزراء الحربي الإسرائيلي المشكل حديثًا، مع عمل آيزنكوت ورون ديرمر كمراقبين. غادرت الوحدة الوطنية الحكومة في يونيو 2024. وانضم حزب نيو هوب إلى الحكومة في سبتمبر. أعلن حزب أوتزما يهوديت في 19 يناير 2025 انسحابه من الحكومة، والذي دخل حيز التنفيذ في 21 يناير، بعد قبول مجلس الوزراء لاقتراح وقف إطلاق النار على ثلاث مراحل بين إسرائيل وحماس.

## خلفية تاريخية
فازت كتلة الأحزاب اليمينية، بقيادة بنيامين نتنياهو، والمعروفة في إسرائيل باسم المعسكر الوطني بـ 64 من أصل 120 مقعدًا في انتخابات الكنيست، بينما حصل الائتلاف الذي يقوده رئيس الوزراء يائير لبيد على 51 مقعدًا. وُصفت الأغلبية الجديدة بأشكال مختلفة بأنها أكثر الحكومات يمينية في تاريخ إسرائيل،  فضلاً عن الحكومة الأكثر تديناً في إسرائيل. بعد الانتخابات تنازل لبيد لنتنياهو،  وهنأه  في 15 تشرين الثاني (نوفمبر)، أقيمت مراسم أداء اليمين لأعضاء الكنيست الـ25 المنتخبين حديثًا خلال الجلسة الافتتاحية. تم تأجيل التصويت لتعيين رئيس جديد للكنيست، والذي يتم إجراؤه عادة في الجلسة الافتتاحية، وأداء اليمين لأعضاء الحكومة لأن المفاوضات الائتلافية الجارية لم تسفر بعد عن الاتفاق على هذه المناصب.

## تشكيل الحكومة
في 3 نوفمبر 2022 أخبر نتنياهو مساعده ياريف ليفين أن يبدأ محادثات ائتلافية غير رسمية مع الأحزاب المتحالفة، بعد فرز 97٪ من الأصوات. التقى زعيم حزب شاس أرييه درعي في 4 نوفمبر، يتسحاق غولدكنوبف زعيم تحالف يهدوت هتوراة وحزب أغودات يسرائيل. واتفق الطرفان على التعاون كأعضاء في الحكومة المقبلة. صرح حزب ديجل هاتورا من يهدوت هتوراه في 5 نوفمبر أنه سيحافظ على موقفه الأيديولوجي بشأن عدم السعي لأي مناصب وزارية، وفقًا لتعليمات زعيمه الروحي الحاخام غيرشون إدلشتاين، لكنه سيسعى للحصول على مناصب عليا أخرى مثل رؤساء لجان الكنيست ونائبهم. وزراء.
نتنياهو نفسه بدأ إجراء محادثات في 6 نوفمبر. التقى أولاً بموشيه غافني زعيم دجل هاتوراه، ثم مع غولدكنوبف. في غضون ذلك، تعهد زعيم الحزب الصهيوني الديني بتسلإيل سموتريش وزعيم فصيل عوتسما يهوديت إيتمار بن غفير بعدم دخولهما في الائتلاف بدون الحزب الآخر. التقى غافني في وقت لاحق مع سموتريتش لإجراء محادثات حول التحالف. ثم التقى سموتريتش مع نتنياهو. في 7 نوفمبر، التقى نتنياهو ببن غفير الذي طالب وزارة الأمن العام بصلاحيات موسعة لنفسه ووزارة التربية والتعليم أو النقل وسلامة الطرق لإسحاق فاسرلاف. كان أحد المطالب الرئيسية لجميع حلفاء نتنياهو هو السماح للكنيست بتجاهل أحكام المحكمة العليا. التقى نتنياهو بزعيم فصيل نعوم وعضو الكنيست الوحيد آفي ماعوز في 8 نوفمبر بعد أن هدد بمقاطعة التحالف. وطالب بالسيطرة الكاملة على حائط المبكى من قبل الحاخامية الحريديم وإزالة ما اعتبره محتوى مناهض للصهيونية واليهود من الكتب المدرسية.

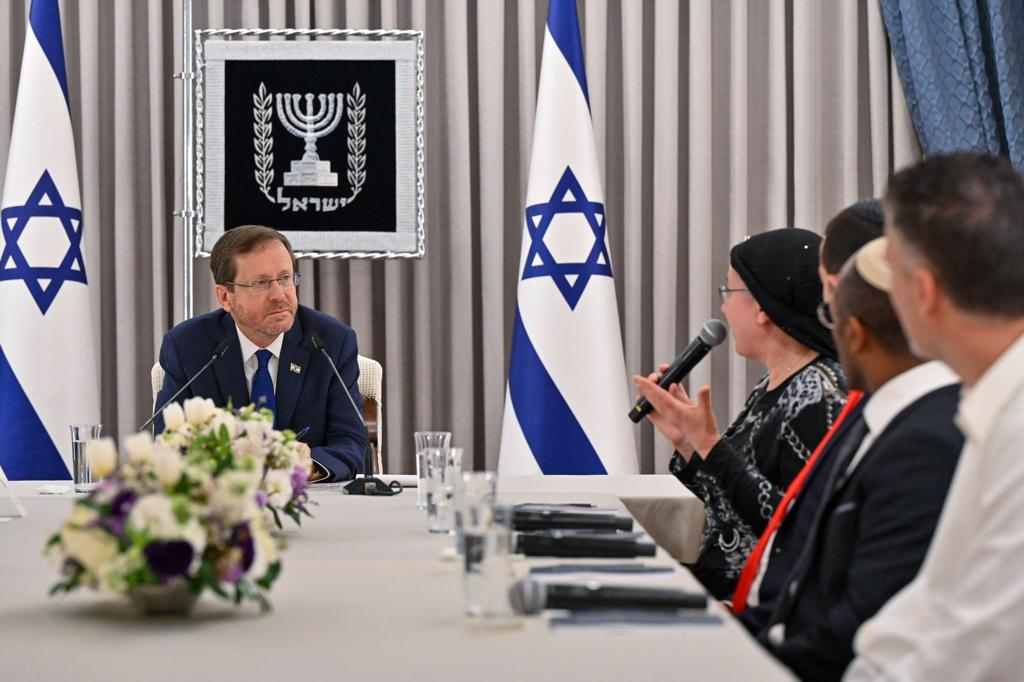
الرئيس هرتسوغ يتشاور مع أعضاء الكنيست أوريت ستروك وأحد طال وموشيه سولومون قبل ترشيح رئيس وزراء مكلف، 10 نوفمبر 2022.

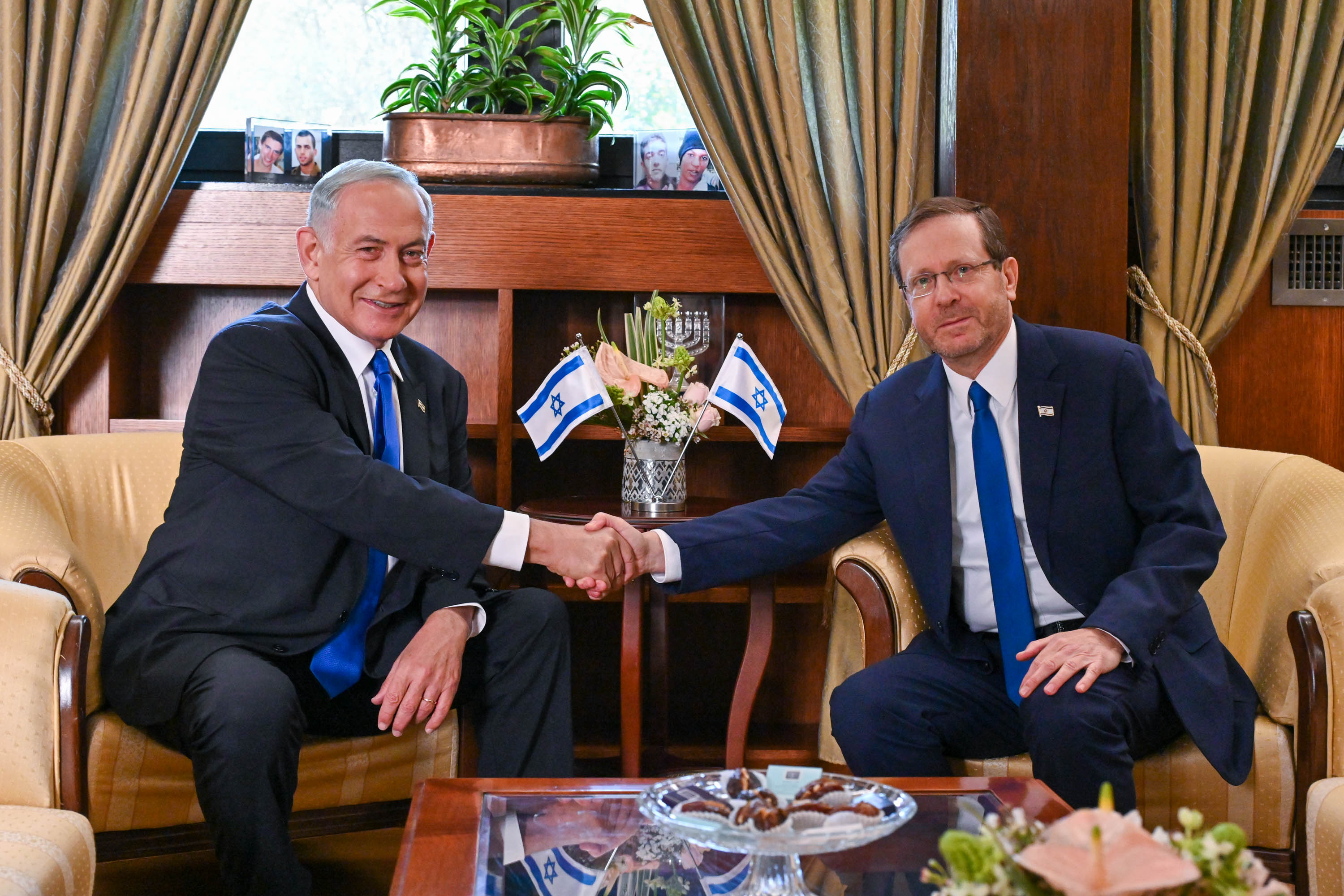
أسند الرئيس هرتسوغ مهمة تشكيل حكومة جديدة إلى زعيم الليكود بنيامين نتنياهو، 13 نوفمبر 2022.

بدأ الرئيس إسحاق هرتسوغ مشاورات مع رؤساء جميع الأحزاب السياسية في 9 نوفمبر بعد المصادقة على نتائج الانتخابات. وأبدى خلال المشاورات تحفظاته على انضمام بن غفير إلى الحكومة المقبلة. التقت شاس بحزب الليكود في 10 تشرين الثاني (نوفمبر) لإجراء محادثات ائتلافية. بحلول 11 نوفمبر حصل نتنياهو على توصيات من 64 عضوًا في الكنيست يشكلون أغلبية في الكنيست. حصل على تفويض لتشكيل الحكومة السابعة والثلاثين لإسرائيل من قبل الرئيس هرتسوغ في 13 نوفمبر. انفصلت عوتسما يهوديت ونعم رسمياً عن الصهيونية الدينية في 20 نوفمبر بموجب اتفاقية ما قبل الانتخابات.
في 25 نوفمبر وقع عوتسما يهوديت والليكود اتفاقية ائتلافية، بموجبها سيتولى بن غفير منصب وزير الأمن القومي الذي تم إنشاؤه حديثًا، والذي ستكون صلاحياته أكثر اتساعًا من صلاحيات وزير الأمن العام، بما في ذلك الإشراف على شرطة إسرائيل وشرطة الحدود الإسرائيلية في الضفة الغربية، فضلا عن إعطاء صلاحيات للسلطات لإطلاق النار على اللصوص الذين يسرقون من القواعد العسكرية. اسحق فاسرلاف حصل على وزارة تطوير النقب والجليل بصلاحيات موسعة لتنظيم المستوطنات الجديدة في الضفة الغربية، مع فصلها عن حقيبة "الأطراف" التي ستمنح لشاس. كما تتضمن الصفقة منح وزارة التراث لأميهاي إلياهو، وفصلها عن حقيبة "شؤون القدس"، ورئاسة لجنة الأمن العام في الكنيست إلى زفيكا فوغل، ورئاسة اللجنة الخاصة لصندوق المواطنين الإسرائيليين ليمور سون هار. -ملك منصب نائب وزير الاقتصاد لدى الموج كوهين وتأسيس حرس وطني وتوسيع حشد الاحتياط في حرس الحدود.
وقع نتنياهو وماعوز اتفاقية ائتلافية في 27 نوفمبر، والتي بموجبها سيصبح الأخير نائب وزير، وسيترأس وكالة معنية بالهوية اليهودية في مكتب رئيس الوزراء، كما سيرأس ناتيف، التي تتولى معالجة طلبات الهجرة من الاتحاد السوفيتي السابق. سيكون لوكالة الهوية اليهودية سلطة على المحتوى التعليمي الذي يتم تدريسه خارج المناهج الدراسية العادية في المدارس، بالإضافة إلى إدارة وزارة التربية والتعليم التي تشرف على التدريس والشراكات الخارجية، والتي من شأنها أن تجلب المنظمات غير الرسمية المسموح لها بالتدريس والمحاضرات في المدارس الواقعة ضمن اختصاصها. وقع الليكود اتفاقية ائتلافية مع الحزب الصهيوني الديني في 1 ديسمبر. وبموجب الاتفاق سيتولى سموتريتش منصب وزير المالية بالتناوب مع أرييه درعي، وسيتسلم الحزب منصب وزير داخل وزارة الدفاع مع السيطرة على الإدارات التي تدير المستوطنات والأراضي المفتوحة تحت إشراف منسق الأنشطة الحكومية في إضافة إلى منصب نائب وزير آخر. تشمل الصفقة أيضًا منح منصب وزير الهجرة والاندماج إلى أوفير سوفير، ووزارة البعثات الوطنية التي تم إنشاؤها حديثًا إلى أوريت ستروك، ورئاسة لجنة الدستور والقانون والعدل في الكنيست إلى سيمشا روثمان.
وقع الليكود ويهدوت هتوراة اتفاقية ائتلافية في 6 ديسمبر، من أجل السماح بطلب تمديد الموعد النهائي. بموجبه، سيحصل الحزب على وزارة البناء والإسكان، ورئاسة اللجنة المالية للكنيست التي ستُعطى لموشيه غافني، ووزارة القدس والتقاليد (التي ستحل محل وزارة شؤون القدس والتراث)، بالإضافة إلى شغل عدة مناصب نواب وزراء ورئاسة لجان الكنيست.
كما وقع الليكود اتفاقًا مع شاس بحلول 8 ديسمبر، لتأمين اتفاقيات ائتلافية مؤقتة مع جميع حلفائهم. وبموجب الاتفاق، سيتولى درعي أولا منصب وزير الداخلية والصحة، قبل التناوب على المناصب مع سموتريتش بعد عامين. كما سيستقبل الحزب وزارة الخدمات الدينية والرعاية الاجتماعية، بالإضافة إلى مناصب نواب الوزراء في وزارة التربية والتعليم والداخلية.
كان من المقرر إجراء التصويت لاستبدال رئيس الكنيست الحالي ميكي ليفي في 13 ديسمبر، بعد أن حصل الليكود وحلفاؤه على العدد اللازم من التوقيعات. وانتخب ياريف ليفين من حزب الليكود رئيسا مؤقتا بأغلبية 64 صوتا، بينما حصل خصماه ميراف بن أري من يش عتيد وأيمن عودة من حداش على 45 و5 أصوات على التوالي. طلب نتنياهو من هرتسوغ تمديدا لمدة 14 يوما بعد الاتفاق مع شاس من أجل الانتهاء من الأدوار التي ستلعبها الأحزاب المتحالفة معه. مدد هرتسوغ في 9 ديسمبر الموعد النهائي إلى 21 ديسمبر. في ذلك التاريخ، أبلغ نتنياهو هرتسوغ أنه نجح في تشكيل ائتلاف، ومن المتوقع أن تؤدي الحكومة الجديدة اليمين بحلول 2 يناير 2023. أدت الحكومة اليمين في 29 ديسمبر 2022.

## أعضاء الحكومة

### الوزراء
فيما يلى الوزراء الحاليون في الحكومة:
| رئيس الوزراء                                               | بنيامين نتنياهو |  | ليكود                                   |                                      |  |          |
| نائب رئيس الوزراء                                          | أرييه درعي (ديسمبر 2022-يناير 2023) |  | شاس                                     |                                      |  |          |
| نائب رئيس الوزراء وزير العدل                               | ياريف ليفين |  | ليكود                                   |                                      |  |          |
| وزير الداخلية                                              | أرييه درعي (ديسمبر 2022-يناير 2023) مايكل مالكيلي (يناير 2023–أبريل 2023) (بالإنابة) موشيه أربيل (أبريل 2023–)                                      |  | شاس                                     |                                      |  |          |
| وزير الصحة                                                 | أرييه درعي (ديسمبر 2022-يناير 2023) يوآف بن تسور (يناير 2023–أبريل 2023) (بالوكالة) موشيه أربيل (أبريل 2023–أكتوبر 2023) أورييل بوسو (أكتوبر 2023–) |  | شاس                                     |                                      |  |          |
| وزير تطوير النقب والجليل ‏                                  | يتسحاق فاسرلوف (ديسمبر 2022-يناير 2025) |  | عظمة يهودية                             |                                      |  |          |
| وزير الشتات والمساواة الاجتماعية                           | عميحاي شيكلي |  | ليكود                                   |                                      |  |          |
| وزير المساواة الاجتماعية                                   | عميحاي شيكلي (ديسمبر 2022-يناير 2024) ماي غولان (يناير 2024 –الآن)                                                                                  |  | ليكود                                   |                                      |  |          |
| وزير البناء والإسكان ووزير في مكتب رئيس الوزراء            | إسحاق جولدنوبف |  | يهدوت هتوراة                            |                                      |  |          |
| وزيرة تمكين المرأة                                         | ماي غولان |  | ليكود                                   |                                      |  |          |
| وزير الزراعة والتنمية الريفية                              | آفي ديختر |  | ليكود                                   |                                      |  |          |
| وزير الاتصالات                                             | شلومو كارحي |  | الحزب الديني القومي – الصهيونية الدينية |                                      |  |          |
| وزير الهجرة والاندماج                                      | أوفير سوفير |  | ليكود                                   |                                      |  |          |
| وزير الثقافة والرياضة                                      | ميكي زوهار |  | ليكود                                   |                                      |  |          |
| وزير الدفاع                                                | يوآف غالانت (ديسمبر 2022–نوفمبر 2024) يسرائيل كاتس ( نوفمبر 2024–) (بالإنابة)                                                                       |  | ليكود                                   |                                      |  |          |
| وزير المالية ووزير في وزارة الدفاع                         | بتسلإيل سموتريش |  | الحزب الصهيوني الديني                   |                                      |  |          |
| وزارة الاقتصاد (إسرائيل)                                   | نير بركات |  | ليكود                                   |                                      |  |          |
| وزير التربية وزير التعاون الإقليمي ‏                        | يوآف كيش (ديسمبر 2022 – مارس 2023) دودي أمسالم (مارس 2023–)                                                                                         |  | ليكود                                   |                                      |  |          |
| وزير في وزارة التربية                                      | حاييم بيتون |  | شاس                                     |                                      |  |          |
| وزير البنية التحتية والطاقة والمياه                        | يسرائيل كاتس (حتى يناير 2024) إيلي كوهين (يناير 2024 -)                                                                                             |  | ليكود                                   |                                      |  |          |
| وزير حماية البيئة ‏                                         | ایدیت سیلمان ‏ |  | ليكود                                   |                                      |  |          |
| وزير الخارجية                                              | إيلي كوهين (ديسمبر 2022–يناير 2024) يسرائيل كاتس (يناير 2024 – نوفمبر 2024)                                                                         |  | ليكود                                   | جدعون ساعر (نوفمبر 2024–) (بالإنابة) |  | أمل جديد |
| وزير استيعاب المهاجرين                                     | أوفير سوفير |  | الحزب الصهيوني الديني                   |                                      |  |          |
| وزير المعلومات ‏                                            | جاليت ديستيل-اتباريان (يناير 2023 - أكتوبر 2023) |  | ليكود                                   |                                      |  |          |
| وزير المخابرات                                             | ياريف ليفين (ديسمبر 2022-يناير 2023) جيلا غامليل (يناير 2023 - مارس 2024)                                                                           |  | ليكود                                   |                                      |  |          |
| وزير التراث                                                | عميحاي إلياهو (ديسمبر 2022-يناير 2025 |  | عظمة يهودية                             |                                      |  |          |
| وزير العمل والشؤون الاجتماعية والخدمات الاجتماعية          | يعقوب مرغي |  | شاس                                     |                                      |  |          |
| وزير في وزارة العمل والشؤون الاجتماعية والخدمات الاجتماعية | يوآف بن تسور |  | شاس                                     |                                      |  |          |
| وزير البعثات الوطنية                                       | Orit Strook |  | الحزب الصهيوني الديني                   |                                      |  |          |
| وزير الأمن القومي                                          | إيتمار بن غفير (ديسمبر 2022-يناير 2025) |  | عظمة يهودية                             |                                      |  |          |
| وزير الشؤون الدينية                                        | Michael Malchieli |  | شاس                                     |                                      |  |          |
| وزير العلوم والتكنولوجيا                                   | أوفير أكونيس (ديسمبر 2022 – مارس 2024) جيلا غامليل (مارس 2024–)                                                                                     |  | ليكود                                   |                                      |  |          |
| وزير الشؤون الاستراتيجية                                   | رون ديرمر |  | ليكود                                   |                                      |  |          |
| وزير السياحة                                               | حاييم كاتس |  | ليكود                                   |                                      |  |          |
| وزير المواصلات                                             | ميري ريغيف |  | ليكود                                   |                                      |  |          |
| وزير من دون حقيبة وزارية                                   | Meir Porush |  | يهدوت هتوراة                            |                                      |  |          |

### نواب الوزراء
| المنصب                                                    | الوزير          | الحزب | الحزب                 | مرجع                 |
| --------------------------------------------------------- | --------------- | ----- | --------------------- | -------------------- |
| مكتب رئيس الوزراء الإسرائيلي - هيئة خاصة بالهوية اليهودية | آفي ماعوز       |       | نعوم                  | [ 53 ]               |
| نائب وزير في مكتب رئيس الوزراء نائب وزير المواصلات        | أوري مكليف      |       | يهدوت هتوراة          | [ 54 ] [ 55 ]        |
| نائب وزير الزراعة والتنمية الريفية                        | Moshe Abutbul ‏  |       | شاس                   | [ 54 ]               |
| نائب وزير الثقافة                                         | Ya'akov Tessler |       | يهدوت هتوراة          | [ 54 ] [ 55 ] [ 56 ] |
| نائب وزير المالية                                         | Michal Waldiger |       | الحزب الصهيوني الديني | [ 54 ]               |
| نائب وزير الداخليةنائب وزير الصحة                         | موشيه أربيل     |       | شاس                   | [ 57 ]               |

## المبادئ والأولويات
وفقًا للاتفاقيات الموقعة بين الليكود وكل من شركائه في الائتلاف، والمبادئ التوجيهية المنشورة للحكومة القادمة، فإن أولوياته المعلنة هي مكافحة تكاليف المعيشة، وزيادة مركزية السيطرة الأرثوذكسية على الخدمات اليهودية للدولة، وتمرير إصلاحات قضائية تتضمن تشريعات للحد من تكاليف المعيشة. الضوابط القضائية على السلطة التنفيذية والتشريعية، وتوسيع المستوطنات في الضفة الغربية، والنظر في سياسة ضم الضفة الغربية.
قبل التصويت على الثقة في حكومته الجديدة في الكنيست، قدم نتنياهو ثلاث أولويات عليا للحكومة الجديدة. أي الأمن الداخلي والحكم، ووقف البرنامج النووي الإيراني، وتطوير البنية التحتية، مع التركيز على زيادة ربط وسط البلاد بما يسمى الأطراف.

## روابط خارجية
- حكومة إسرائيل السابعة والثلاثون. الكنيست.

1. ↑  كان حزب الأمل الجديد جزءًا من الوحدة الوطنية من أغسطس 2022 إلى مارس 2024، عندما أصبح فصيلًا منفصلاً في الكنيست.[1][2]